# Kuram

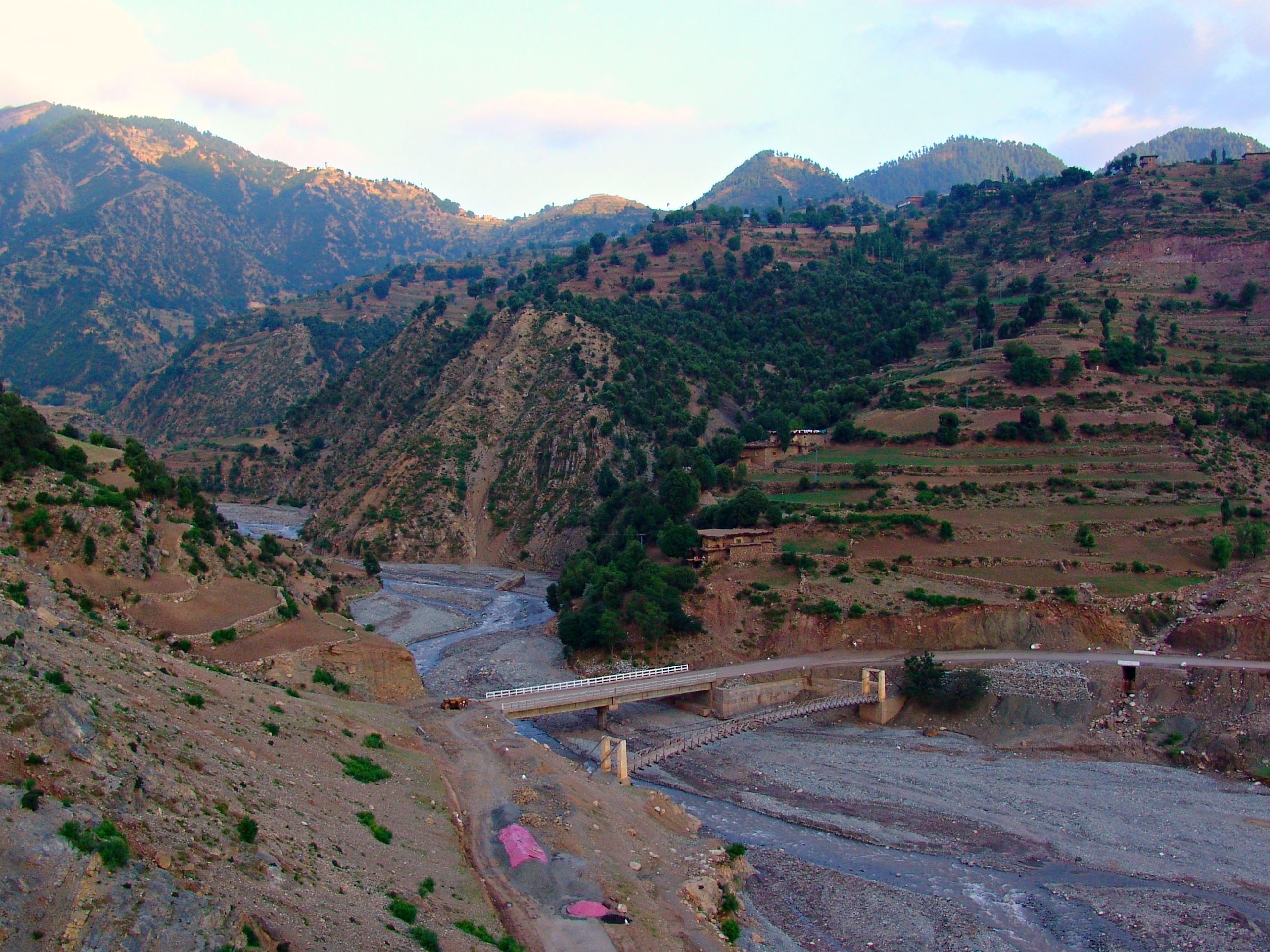
Sett från Pakistan.

Kuram (urdu: وادی کُرم) är ett bergspass och en förbindelseled genom Pakistan mellan Afghanistan och Indien.